# Libera Corona
La Libera Corona è una struttura geologica della superficie di Venere.